# 박차날개기러기

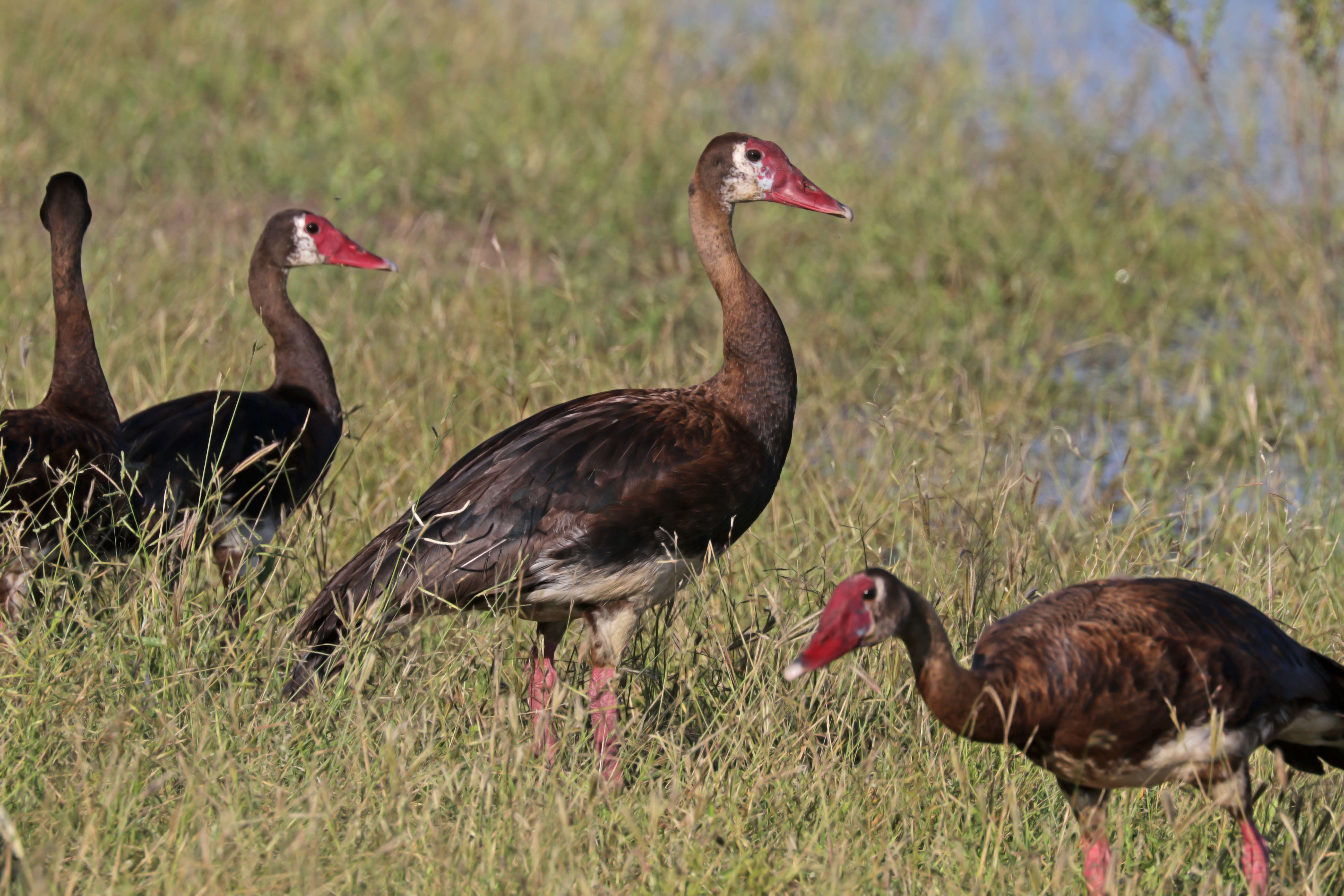
보츠와나 초베 국립공원

박차날개기러기(spur-winged goose, 학명: Plectropterus gambensis)는 오리과에 속하는 대형 새이다. 거위와 관련은 되어 있지만 수많은 해부학정 특징 면에서 이 둘은 구별하므로 Plectropterinae 아과로 분류된다. 사하라 사막 이남의 아프리카의 습지에서 볼 수 있다.

## 설명
성체의 길이는 75~115센티미터, 몸무게는 평균 4~6.8킬로그램, 드물게는 수컷의 경우 암컷보다 훨씬 무거운 10킬로그램에 달하는 경우도 있다. 날개 길이는 150~200센티미터에 이른다.

## 생태
이 종은 못, 강, 늪지 등이 있는 개방된 초지에서 주로 볼 수 있다. 큰 내륙 강과 호수가 가장 흔히 거주하는 곳이며 염도가 있는 호수는 보통 기피한다. 아프리카 동부에서 3,000미터 높이에서 볼 수 있다. 건조한 지대에서도 보이지 않는다.